# Notia Rodos
Notia Rodos (griechisch Νότια Ρόδος ‚Süd-Rhodos‘) ist der größte Gemeindebezirk der griechischen Insel und Gemeinde Rhodos und bildete bis zur Verwaltungsreform 2010 eine eigenständige Gemeinde. Verwaltungssitz ist Gennadi mit 671 Einwohnern.

## Lage
Der Gemeindebezirk nimmt im Süden von Rhodos 26,2 % der Inselfläche ein. Nachbarbezirke sind im Nordwesten Atavyros und im Nordosten Lindos.

## Verwaltungsgliederung
Der Gemeindebezirk ist in zehn Ortsgemeinschaften (Τοπική Κοινότητα Topiki Kinotita) untergliedert.
| Ortsgemeinschaft | griechischer Name            | Code     | Fläche (km²) | Einwohner 2001 | Einwohner 2011 | Dörfer und Siedlungen                       |
| ---------------- | ---------------------------- | -------- | ------------ | -------------- | -------------- | ------------------------------------------- |
| Apolakkia        | Τοπική Κοινότητα Απολακκιάς  | 69010902 | 29,320       | 415            | 496            | Apolakkia                                   |
| Arnitha          | Τοπική Κοινότητα Αρνίθας     | 69010903 | 21,958       | 310            | 215            | Arnitha                                     |
| Asklipiio        | Τοπική Κοινότητα Ασκληπιείου | 69010904 | 47,478       | 673            | 646            | Asklipiio, Kiotari                          |
| Vati             | Τοπική Κοινότητα Βατίου      | 69010905 | 39,359       | 188            | 323            | Vati                                        |
| Gennadi          | Τοπική Κοινότητα Γενναδίου   | 69010901 | 33,365       | 655            | 376            | Gennadi                                     |
| Istrios          | Τοπική Κοινότητα Ιστρίου     | 69010906 | 18,327       | 485            | 376            | Istrios                                     |
| Kattavia         | Τοπική Κοινότητα Κατταβίας   | 69010907 | 97,241       | 590            | 376            | Kattavia, Agios Pavlos, Macheria, Prasonisi |
| Lachania         | Τοπική Κοινότητα Λαχανιάς    | 69010908 | 25,366       | 341            | 376            | Lachania, China, Plimmyri                   |
| Mesanagros       | Τοπική Κοινότητα Μεσαναγρού  | 69010909 | 50,894       | 330            | 376            | Mesanagros                                  |
| Profilia         | Τοπική Κοινότητα Προφίλιας   | 69010910 | 15,868       | 326            | 960            | Profilia                                    |
| Gesamt           | Gesamt                       | 690109   | 379,176      | 4313           | 3561           |                                             |